# Jose Abad Santos
Jose Abad Santos è una municipalità di prima classe delle Filippine, situata nella Provincia di Davao Occidental, nella Regione del Davao.
Jose Abad Santos è formata da 26 baranggay:
- Balangonan 	2,094
- Buguis
- Bukid
- Butuan
- Butulan
- Caburan Big
- Caburan Small (Pob.)
- Camalian
- Carahayan
- Cayaponga
- Culaman
- Kalbay
- Kitayo

- Magulibas
- Malalan
- Mangile
- Marabutuan
- Meybio
- Molmol
- Nuing
- Patulang
- Quiapo
- San Isidro
- Sugal
- Tabayon
- Tanuman